# Мандракий
Мандракий (греч. μανδράκι, μαντράκι, лат. mandraculum «маленькая и защищённая бухта, маленькая гавань» от др.-греч. μάνδρα «загон, стойло, ограда») — искусственная бухта порта в античном мореходстве. Возводилась из подручного строительного материала в виде замкнутого ковша, которым пастухи обозначали «овечий загон». Как и скотоводческие загоны, искусственные бухты имели стены, маяки и ворота, а их устье обычно замыкала толстая железная цепь для защиты от вражеского флота. Часто такая бухта  представляла собой два мола, которые отходили от берега, а затем круто замыкались, словно рога.
В античные времена наиболее широкую известность получил Мандракий Карфагена, или просто Мандракий (греч. Μανδράκιον), расположенный в центре Тунисского залива.  Эту искусственную гавань создали ещё финикийцы, и она являлась центром торговой жизни города на протяжении тысячелетий. Накануне битвы при Дециме византийская армия не рискнула напрямую напасть на подчинённый вандалами Карфаген из-за того, что вход в мандракий преграждала железная цепь. Узнав о победе византийцев над вандалами в 15 км к югу от города, его жители отворили ворота и сняли цепь с залива, впустив внутрь византийский флот.
От термина произошли названия портов: Мандраккио (итал. Mandracchio) в итальянских городах Триест, Неаполь, Муджа, Градо, Пула в Хорватии, Мандракио в Керкире (Корфу), Мандракион на Нисиросе, Мандраки на Родосе, а также района Мандераджио в городе Валлетта на Мальте, канала Мандраккио в Бурано и другие.

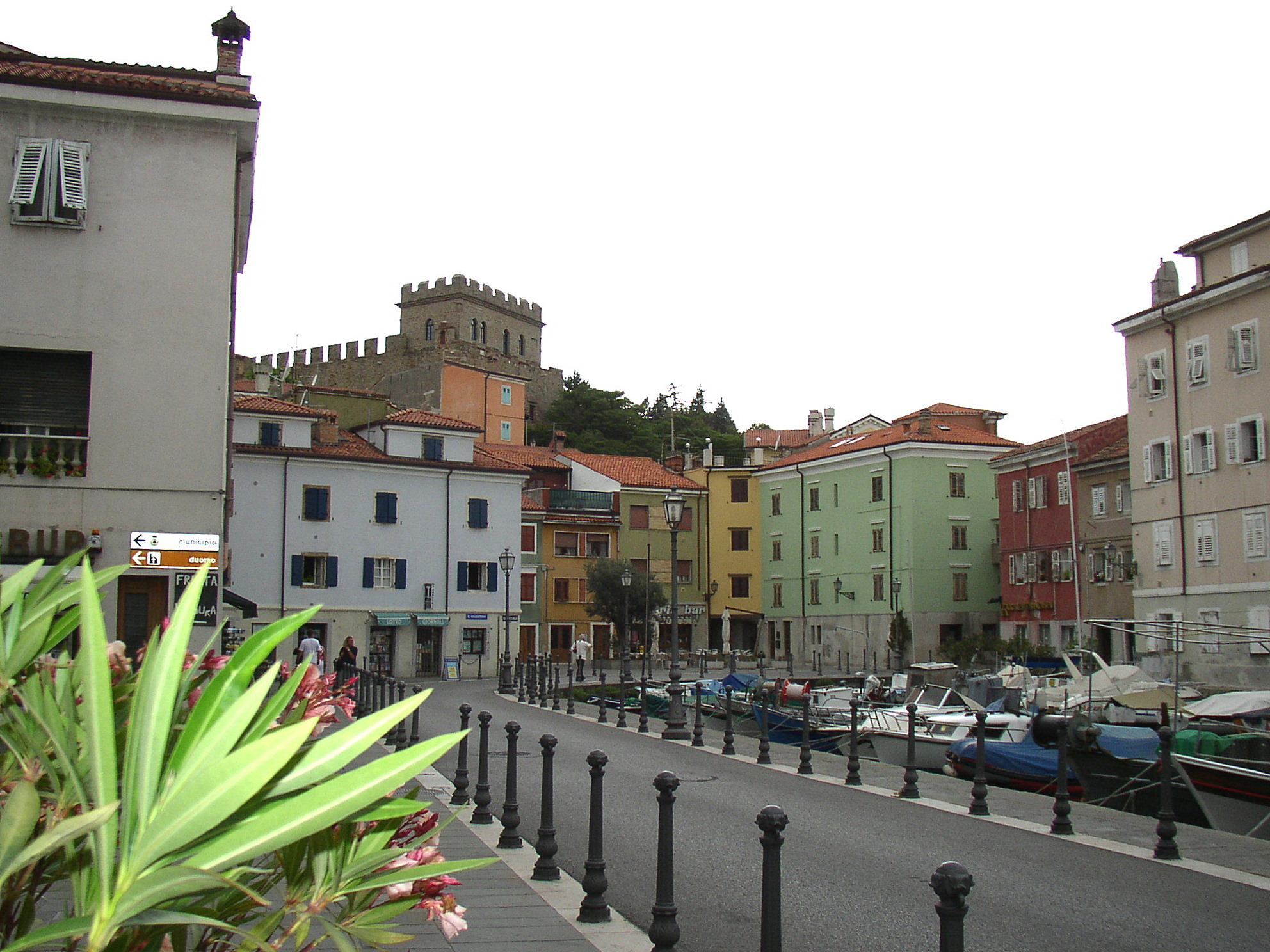
Гавань Мандраккио в Муджа
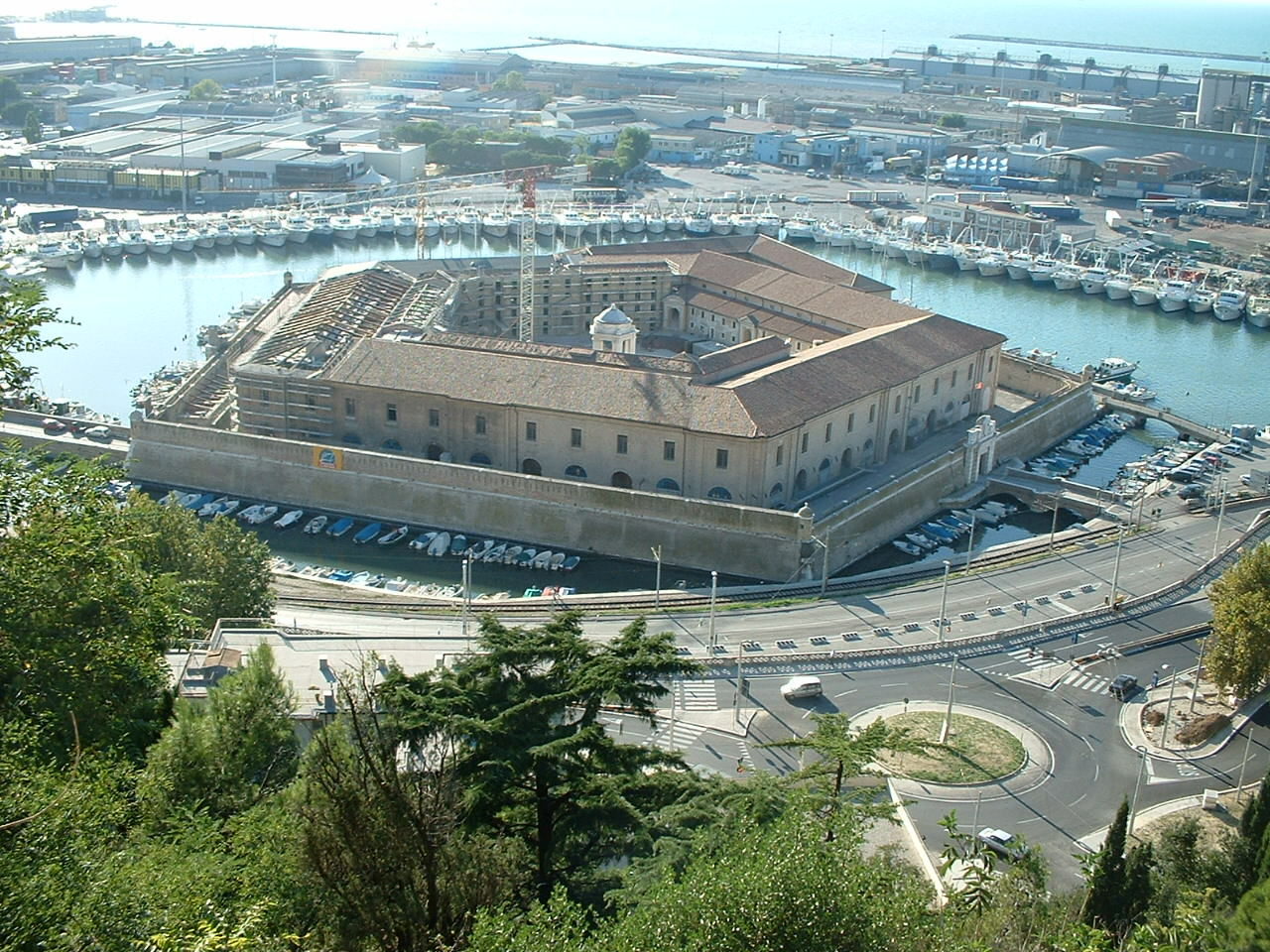
Лазаретто[англ.] в Анконе, архитектор Луиджи Ванвителли
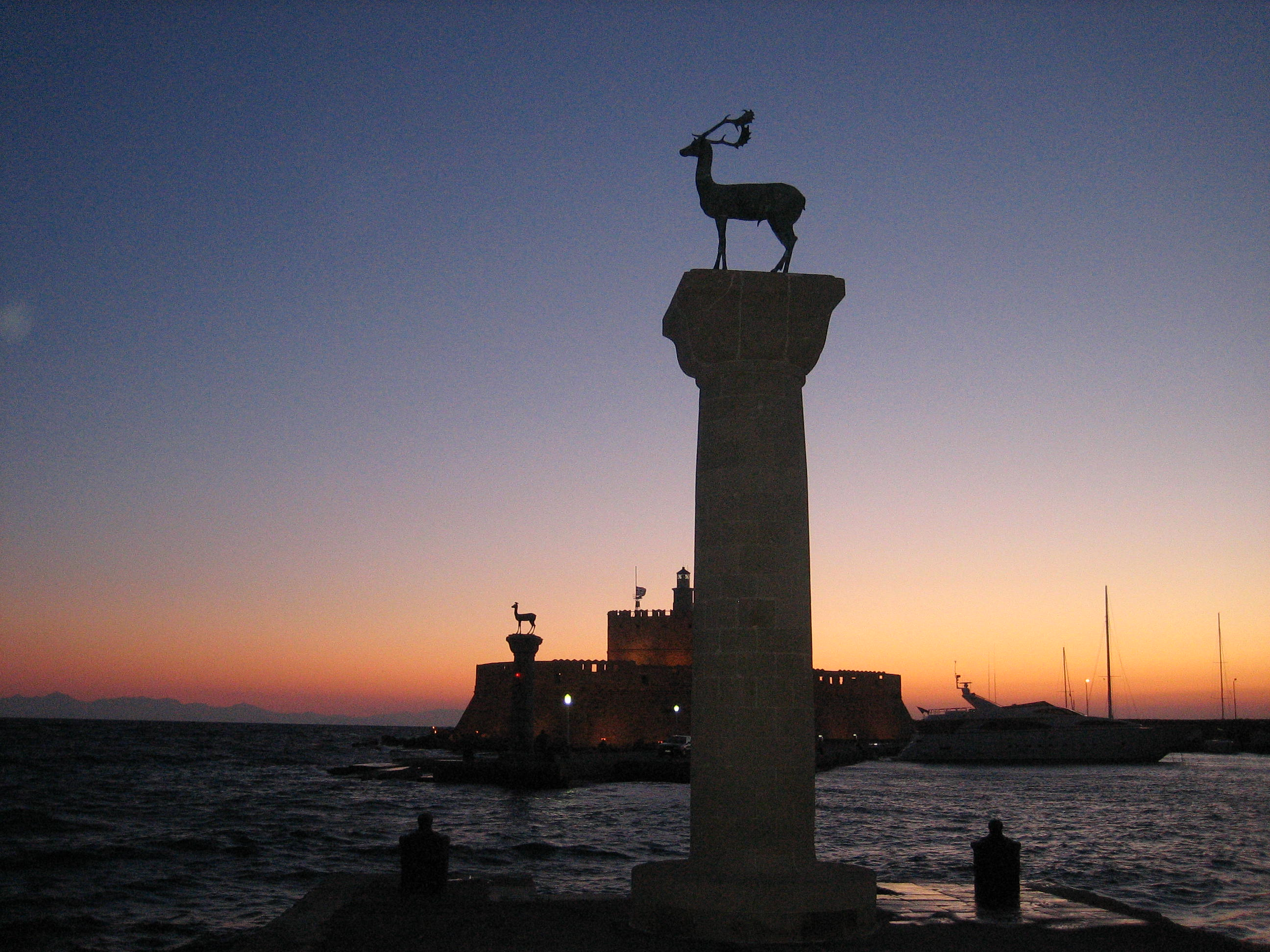
Порт Мандраки на Родосе
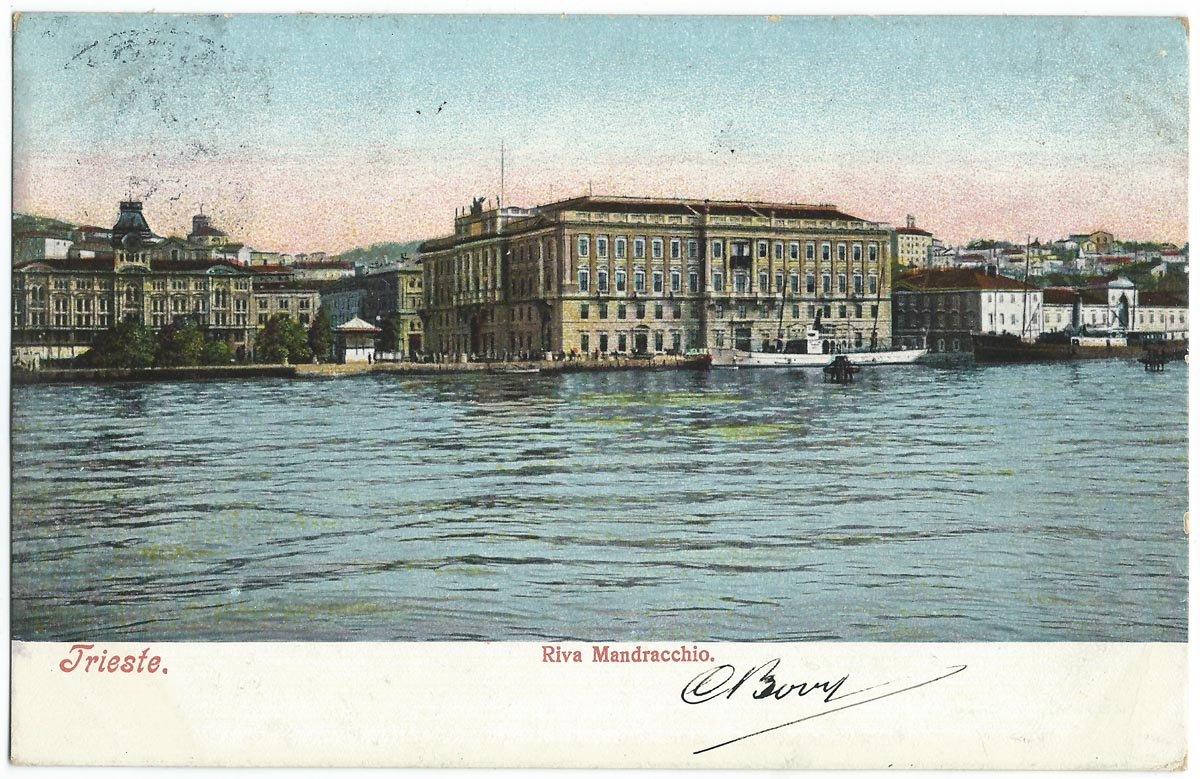
Порт Мандраккио в Триесте на почтовой открытке 1909 года
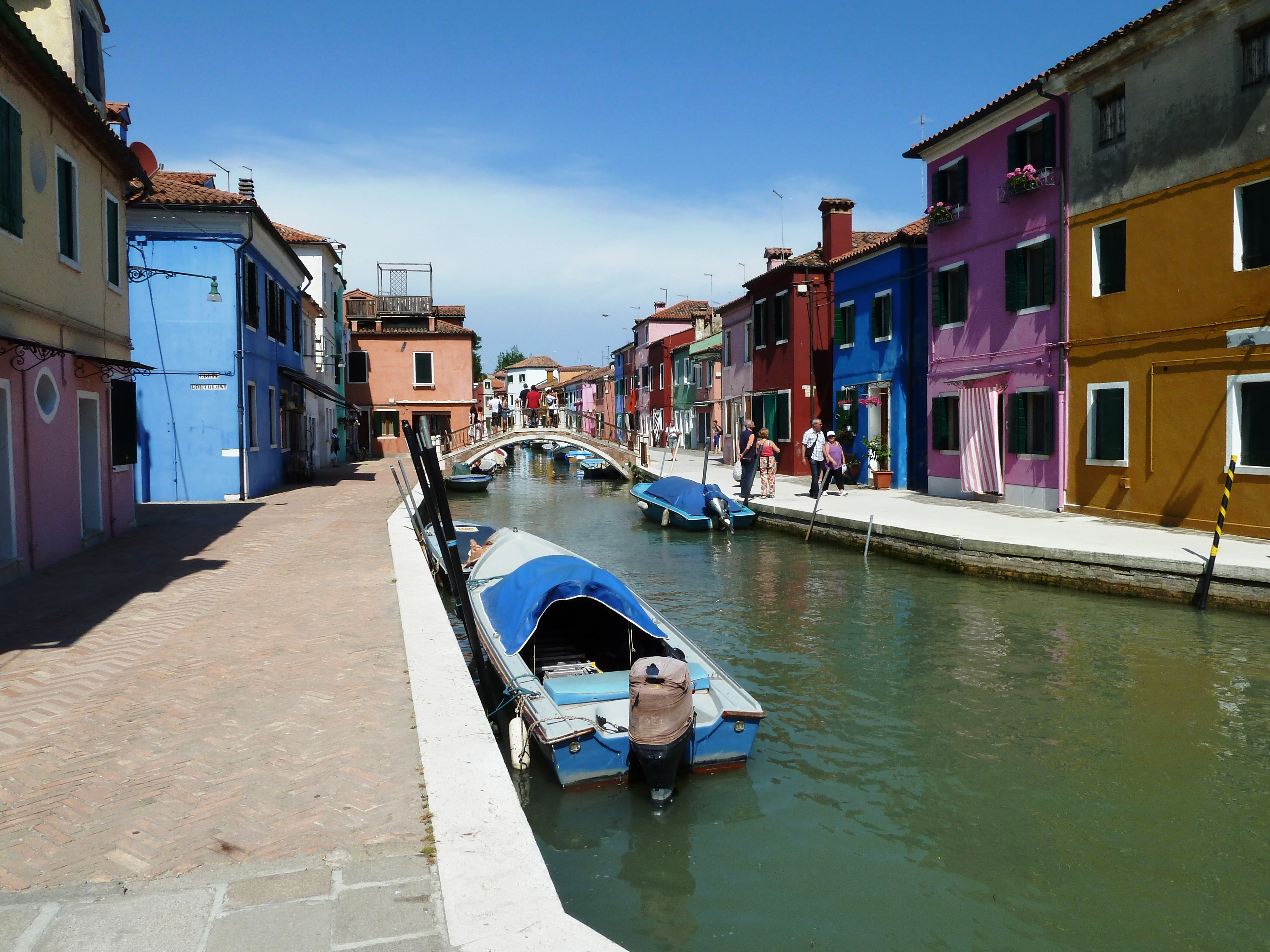
Канал Мандраккио в Бурано